# Нельсон, Брок
Брок Нельсон (англ. Brock Nelson, 15 октября 1991, Уоррод, Миннесота, США) — профессиональный американский хоккеист, нападающий команды НХЛ «Колорадо Эвеланш».

## Карьера
Нельсон начинал свой хоккейный путь, выступая за хоккейную команду Высшей школы Уоррода, позже, поступив в Университет Северной Дакоты в Гранд-Форксе, два сезона провёл в сборной университета, выступавшей в рамках Западной студенческой хоккейной ассоциации (WCHA). Также Брок становился номинантом на «Миннесота Мистер Хоккей Эворд» — награду, вручаемую лучшему игроку штата среди учащихся высших школ. На драфте НХЛ 2010 года был выбран под 30-м номером клубом «Нью-Йорк Айлендерс». Нельсон начал свою профессиональную карьеру в системе «Островитян», в команде Американской хоккейной лиги (АХЛ) «Бриджпорт Саунд Тайгерс», в которой сезоне 2011/12 принял участие в плей-офф Кубка Колдера.
Нельсон дебютировал в НХЛ во время розыгрыша плей-офф весной 2013 года. Своё первое очко в НХЛ набрал 8 октября 2013 в победной встрече с «Финикс Койотис», ассистировав Петеру Регину Свою первую шайбу забросил 22 октября 2013 в ворота Роберто Луонго в матче против «Ванкувер Кэнакс». В сентябре 2015 года продлил контракт с «Айлендерс» на 3 года со средней заработной платой $ 2,5 млн в год. 23 мая 2019 года подписал новый контракт с «Айлендерс» на 6 лет, зарплата за сезон составит $ 6 млн.

## Международная карьера
В 2011 году выступал в составе молодёжной сборной США на чемпионате мира 2011 года среди молодёжных команд, где в составе команды завоевал бронзовую медаль.
Также в составе сборной США участвовал в четырёх чемпионатах мира по хоккею с шайбой и в 2015 году завоевал бронзовые награды.

## Личная жизнь
Дядя Брока, Дэйв Кристиан, принял в составе сборной США участие в Олимпийских играх 1980 года в Лейк-Плэсиде, где выиграл золотые медали и сыграл в том самом матче, который позднее назвали чудом на льду. Его дедушка Билл Кристиан вместе с двоюродным дедушкой Роджером Кристианом стали Олимпийскими чемпионами 1960 года в Скво-Велли, играя за сборную США. Ещё один двоюродный дедушка, Гордон Кристиан, в составе сборной США стал обладателем серебряных медалей Олимпийских игр 1956 года в Кортина-д'Ампеццо.

## Статистика
| Легенда | Легенда                    | Легенда | Легенда                   | Легенда | Легенда    |
| ------- | -------------------------- | ------- | ------------------------- | ------- | ---------- |
| И       | Количество проведённых игр | Штр     | Штрафное время            | +/−     | Плюс-минус |
| Г       | Голы                       | П       | Голевые передачи          | О       | Очки       |
| -       | Статистика неизвестна      | —       | Статистика не учитывалась |         |            |

## Награды и достижения
- WCHA — Третья сборная (2011-12)
- WCHA — Сборная турнира (2012)
- МЧМ — третье место (2011)
- ЧМ — третье место (2015)